# Kanton Les Monts du Livradois
 Les Monts du Livradois  is een kanton van het Franse departement Puy-de-Dôme. Het kanton maakt deel uit van de arrondissementen  Ambert (25), Clermont-Ferrand (4) en Thiers (9).

 Het telt 17.640 inwoners in 2018.

Het kanton  werd gevormd ingevolge het decreet van 21  februari 2014 met uitwerking op 22 maart 2015 met Courpière als hoofdplaats.

## Gemeenten
Het kanton Les Monts du Livradois omvat volgende 38 gemeenten:
- Aix-la-Fayette
- Aubusson-d'Auvergne
- Augerolles
- Auzelles
- Bertignat
- Brousse
- Le Brugeron
- Ceilloux
- Chambon-sur-Dolore
- La Chapelle-Agnon
- Condat-lès-Montboissier
- Courpière
- Cunlhat
- Domaize
- Échandelys
- Fayet-Ronaye
- Fournols
- Grandval
- Marat
- Le Monestier
- Néronde-sur-Dore
- Olmet
- Olliergues
- La Renaudie
- Saint-Amant-Roche-Savine
- Saint-Bonnet-le-Bourg
- Saint-Bonnet-le-Chastel
- Saint-Éloy-la-Glacière
- Saint-Flour
- Saint-Germain-l'Herm
- Saint-Gervais-sous-Meymont
- Saint-Pierre-la-Bourlhonne
- Sainte-Catherine
- Sauviat
- Sermentizon
- Tours-sur-Meymont
- Vertolaye
- Vollore-Ville